# ホイーラー・ドウィット方程式
ホイーラー・ドウィット方程式（ホイーラー・ドウィットほうていしき、Wheeler‐DeWitt equation）またはWDW方程式とは、理論物理学者ジョン・ホイーラーとブライス・ドウィットによって構築された、宇宙全体の波動関数が量子重力理論の中で満たすべき方程式である。

## 概略
この方程式の着想は、量子重力理論を構築するための指針となった。ただし、そのためにはいくつかの重要な問題点を指摘されていた。それは、
- この方程式が時間を変数に含んでいないこと。
- この方程式には数学的な欠陥が認められること。つまり、意味のない無数の解が得られること[1]。

単純にいえば、WDW方程式は
{\displaystyle {\hat {H}}|\psi \rangle =0}
（ただし {\displaystyle {\hat {H}}} は量子化された一般相対性理論における全ハミルトニアン拘束条件）というものである。
このような波動関数のひとつの例がハートル・ホーキング状態である。

## シュレーディンガー方程式との違い
記号 {\displaystyle {\hat {H}}} および {\displaystyle |\psi \rangle } は見慣れたものに見えるかもしれないが、それらのホイーラー・ドウィット方程式中での意味は非相対論的量子力学からはかなりの隔たりがある。 {\displaystyle |\psi \rangle } はもはや伝統的な意味での空間的な波動関数 (i.e. 3次元の空間的面の上で定義され、規格化された複素関数) ではない。そうでなく、それは時空全体での場の配位についての汎関数である。この波動関数は宇宙の幾何学とそこに含まれる物質についての全情報を含む。 {\displaystyle {\hat {H}}} は、なおも波動関数のヒルベルト空間に作用する演算子であるが、しかしそれは非相対論的な場合のヒルベルト空間と同じではなく、しかもハミルトニアンはもはや系の時間発展を決定しない（よってシュレーディンガー方程式 {\displaystyle {\hat {H}}|\psi \rangle =i\hbar \partial /\partial t|\psi \rangle } はもはや適用されない）。

## 一般相対性理論との対応
実際、一般相対性理論における一般共変性原理は大局的発展がそれ自体存在しないことを含意する; {\displaystyle t} は座標軸のひとつに私たちが当てはめる単なるラベルである。つまり、私たちが任意の物理系の時間発展として考えることは、単なるゲージ変換であり、U(1) 局所ゲージ変換 {\displaystyle \psi \rightarrow e^{i\theta ({\vec {r}})}\psi } (ここで{\displaystyle \theta ({\vec {r}})} は局所時間の役割を果たす)に誘導される量子電磁力学（QED）のそれと同様である。ハミルトニアンの役割は、単に、全宇宙の"運動学的"状態の空間をその"物理的"状態の空間(ゲージ軌道に従うもの)に制限することである。この条件を"ハミルトニアン拘束条件"と呼ぶ。量子化の際には、物理的状態はハミルトニアン演算子の核内に置かれた波動関数になる。
一般にはハミルトニアンは一般共変性または時間のスケール不変性を持つ理論のために消失する。